# Cuộc vây hãm Tấn Châu (1592)
Cuộc vây hãm Tấn Châu là một trong hai trận đánh ở Tấn Châu trong cuộc xâm lược Triều Tiên của Nhật Bản; lần đầu tiên vào năm 1592, và lần thứ hai vào năm 1593. Quân Nhật vây hãm không thành công và đã rút lui ngay khi bị lừa bởi nguồn quân cứu viện Triều Tiên đang đến.

## Mở màn
Thành Tấn Châu là một thành trì quan trọng bảo vệ đạo Toàn La. Ukita Hideie và Hosokawa Tadaoki đều đồng ý đem quân đi chiếm Tấn Châu bởi vì nếu người Nhật chiếm được thành này, một con đường mới để tiến vào Toàn La sẽ được mở ra, và họ sẽ có thể tấn công lực lượng du kích của  Quách Tái Hữu ẩn náu trong khu vực. Ukita cũng đồng ý đem quân đi lấy lại Xương Nguyên, một pháo đài nhỏ dẫn đến thành Tấn Châu. Vì vậy, một đội quân 30.000 người đã được tập hợp để đi lấy lại Xương Nguyên và chiếm Tấn Châu.
Tướng quân Kim Thời Mẫn (Kim Si-min) là chỉ huy của thành Tấn Châu. Ông sinh năm 1554 ở Mokcheon (nay là Cheonan thuộc tỉnh Nam Chungcheong).  Năm 1578, khi mới 25 tuổi, ông đã đỗ kỳ thi vào quân đội quốc gia và trở thành sỹ quan huấn luyện. Khi bộ tộc Nữ Chân vượt sông Duman để xâm lược Triều Tiên năm 1583, ông đã sát cánh cùng các vị tướng khác như Shin Rip và Lý Thuấn Thần đánh bại kẻ thù. Năm 1591, ông lại được mời về làm quan ở thành Tấn Châu.
Yu Sung-in là tổng chỉ huy quân đội đạo Khánh Thượng, đã đem quân của mình đến trước cửa thành Tấn Châu, yêu cầu được vào thành. Tuy nhiên, quân Nhật Bản đã đuổi theo sát đằng sau quân tiếp viện. Kim Thời Mẫn ngay lập tức từ chối yêu cầu do lo ngại quân Nhật có thể tràn vào Tấn Châu lúc quân tiếp viện vào thành, và Yu Sung-in cuối cùng đã đồng ý với lời nói của Kim Thời Mẫn. Viện binh sau đó đã bị tiêu diệt bên ngoài thành Tấn Châu.

## Bao vây thành Tấn Châu
Sau khi tiêu diệt viện binh của tướng quân Yu Sung-in, quân đội Nhật Bản tiến tới chân thành Tấn Châu. Họ hy vọng một chiến thắng dễ dàng tại Tấn Châu nhưng nói chung tướng Kim Thời Mẫn đã bất chấp quân Nhật Bản và tuyên bố tử thủ với 3.800 quân lính của mình.
Kim Thời Mẫn được đào tạo bài bản và quân dân Tấn Châu tin rằng ông có thể bảo vệ thành. Kim Thời Mẫn gần đây đã mua được khoảng 170 khẩu súng hỏa mai, tương đương với hỏa lực mà quân Nhật Bản sử dụng. Bên cạnh đó, ông cũng cho những người lớn tuổi và người ốm yếu trong thành cải trang thành những người lính đang duyệt binh để phô trương sức mạnh. Ông cho dựng bù nhìn có hình dáng giống những người lính đang bắn mũi tên để quân Nhật lãng phí đạn dược tấn công chúng vì tưởng đó là kẻ thù.
Người Nhật bắt đầu dùng thang dựa vào các bức tường theo quy mô lớn. Họ cũng sử dụng một tháp bao vây để cố gắng leo lên được những tháp canh cao hơn. Quân Triều Tiên đã tung ra hàng loạt đạn đại bác, tên, và đạn súng hỏa mai. Ngạc nhiên trước sự kháng cự mãnh liệt của quân thủ thành, Hosokawa đã thử một cách tiếp cận khác bằng cách sử dụng các xạ thủ của mình để bắn hạ những người lính Triều Tiên trên các bức tường. Song vẫn không thành công bởi vì người Triều Tiên được các tấm khiên che chắn trước những viên đạn và họ đã ném đá đập vỡ thang và các trục gỗ phá thành của quân Nhật. Khi quân Triều Tiên dùng súng đại bác bắn trả, quân Nhật bắt đầu mất đi nhiều binh lính.
Vào ngày thứ năm, trong khi tướng Kim đang điều khiển bên trong thành, thì một lính Nhật đã bị đánh ngã bất ngờ đứng dậy và bắn ông. Mặc dù bị trúng đạn vào đầu, bị thương nặng và không thể tiếp tục chỉ huy lực lượng của mình, nhưng tướng quân Kim Si-min vẫn yêu cầu quân sĩ phải giữ bí mật về vết thương của mình. Một vài ngày sau, ông qua đời ở tuổi 39.
Tình thế đã trở lên tồi tệ với người Triều Tiên kể từ khi Kim Thời Mẫn bị thương và các đơn vị đồn trú đã kiệt quệ hết đạn dược. Các chỉ huy Nhật Bản sau đó thậm chí đã cho phép những người giữ thành được đầu hàng trong danh dự. Tuy nhiên, quân Triều Tiên đã tiếp tục chiến đấu. Các binh sĩ Nhật Bản vẫn không thể vượt qua các bức tường vững chắc của Tấn Châu.

## Quân tiếp viện của Triều Tiên
Tướng Quách Tái Hữu, một trong các nhà lãnh đạo chính của dân quân Triều Tiên đến Tấn Châu vào ban đêm với một đội quân nhỏ, không đủ để làm mở rộng vòng vây bao quanh pháo đài. Quách đã ra lệnh cho người của mình thu hút sự chú ý bằng cách thổi tù và, phao tin đồn về một đội quân lớn đang tiến tới. Khoảng 2.500 du kích và dân quân đã kéo tới giải vây. Lúc này, các chỉ huy Nhật Bản nghĩ rằng họ đã bị vây chặt hai cánh, buộc phải từ bỏ cuộc bao vây và tháo lui.

## Sau cuộc vây hãm
Dân quân Triều Tiên tới chi viện thực ra chỉ có 2.500 người, không đủ để phá vòng vây thành Tấn Châu. Tuy nhiên, sự rút lui của binh lính Nhật Bản đã khích lệ người Triều Tiên và điều lớn nhất thu được từ cuộc giải vây này là nhuệ khí của quân đội Triều Tiên đã tăng lên rất nhiều.
Sử sách Triều Tiên luôn ca ngợi tướng Kim Thời Mẫn, vị tướng đã bảo vệ đất nước bằng những chiến thuật quân sự tài ba và lòng dũng cảm kiên cường của mình. Vào năm 1711, tướng Kim được phong tặng danh hiệu cao quý Trung vũ công (Chungmugong) nhằm vinh danh những đóng góp lớn lao, tài năng quân sự và lòng trung quân ái quốc của ông.
Trận chiến đầu tiên của Tấn Châu cùng với Trận Đảo Nhàn Sơn và Trận Hạnh Châu đã được coi là ba chiến thắng quan trọng nhất của Triều Tiên trong chiến tranh năm Nhâm Thìn.